# Viharni vrh
Viharni vrh (v angleškem izvirniku Wuthering Heights) je angleški roman, ki ga je napisala Emily Brontë. Leta 1847 je bil izdan pod njenim psevdonimom, Ellis Bell.

## Zgodba
Viharni vrh je ljubezenski roman, ki je kmalu postal klasika angleške književnosti.  Po delu so nastale mnoge gledališke predstave, opere in številni filmi. 
Heatchliffa in Cathy, osrednja lika v delu, ki sta polna strasti, pisateljica postavlja v kontrast trem likom resničnega sveta. 
O poteku nesmrtne ljubezni med glavnima junakoma in dogodkih na Viharnem vrhu nam pripoveduje prav Lockwood. Opisuje namreč zgodbo, ki mu jo pripoveduje hišna, Nelly Dean, ki je živela z dvema generacijama družine Lintonovih in Earnshowih.
Lockwood je gospod, ki je obiskal yorshirska močvirja in ki želi postati najemnik Drozgove pristave, ki je last Heatchliffa. Ob obisku Viharnega vrha, ga je pritegnila lepota mlade Cathy, zato se je kljub neprijaznostim gostiteljem vračal nazaj. Zaradi neurja, ki je divjalo zunaj je bil Locwood prisiljen preživeti noč na Viharnem vrhu. Nastanili so ga v sobi Cathtrine Linton, kjer jo je v sanjah videl kot duha in ravno ta dogodek ga je pripravil do povpraševanja gospe Deanove, ki mu skozi roman razlaga vsi zgodovino teh dveh družin.
Premožna družina Earsnhaw, je med seboj sprejela najdenčka Heatchliffa. Oče, ga je na našel na ulicah Liverpoola in ga pripeljal s seboj na Viharni vrh. Že na začetku pisateljica zamolči poreklo Heatchliffa, kasneje pa tudi ne pojasni izvira njegovega poznejšega bogastva. S tem, in s krajem dogajanja ki je na yorhshirskih močvirjih, naredi vso zgodbo mračnejšo in skrivnostnejšo. Hindley Earnshaw je imel še dva otroka – Hindleya in Catherine. Oba sta najprej zavračala družbo Heatchiffa, a zaradi naklonjenosti njunega očeta sta ga morala sprejeti. Catherine in Heatchliff sta tako postala zelo dobra prijatelja, zaveznika in vse večja predrzneža. Po smrti očeta, je skrb nad družino prevzel nastarejši brat – Hindley, ki se je vrnil s kolidža in s seboj pripeljal ženo. Ta je ob porodu sina Haretona umrla. Hindley je lahko z vlogo novega očeta prevzel nadzorovanje nad družino. Izločil je Heatcliffa, kar je povzročilo še večjo navezanost mladih prijatljev. Cathy je zato postala še bolj predrzna, in vse manj ubogljiva. V tej družini, je še zraven služabnice in hišnice Nelly, živel pomočnik Joseph. Nelly je bila Cathyjina edina prijateljica, zato je tudi prva zvedela, da goji Cathy močna čustva do Heatchliffa, a ker je bil mlada gospodična zvišena, se je zavedala da s poroko z njim ne bo nič profitirala, zato se je poročila s Edgarjem Lintonom. Edgar je pripadal družini Linton, ki je živela na Drozgovi pristavi, par milj vstran od Viharnega vrha. Bil je ugleden, učen mladenič. S svojo sestro Issabel in Catherine so bili že od malih nog prijatelji. Ker je Cathy po značaju vihrava in nestanovita, je Heatchliffa užalila do te mere da je zapustil Viharni vrh. Cahty je to takoj obžalovala, a se je vseeno poročila z Lintonom in se preselila na Drozgovo pristavo. Edgarja je vzljubila in on je ljubil njo. Vendar v srecu je hrepena za Heatchliffom. Hindley, se je zapil, svojega sina je prepuščal Josephu in se vedno manj brigal za svoje premoženje. Po nekaj letni odsotnostni, se Heatchliff vrne, kot gospod in poln bogastva. Odloči se maščevati Cathrine. Vseli se nazaj na Viharni vrh k Hindleyu, kjer skupaj živita v razvratu. Kmalu Hindley zakocka svoje posestvo in tako lastnik Viharnega vrhu postane prav Heatchliff, ki je bil nekoč pregnan z Hindleyeve strani. Po svojem skrbno načrtovanem načrtu se poroči z Edgarjevo sestro, Issabel. Catherine ob porodu mlajše Catherine umre, kar Hetchliffa še močneje stre. Edgar skrbno skrbi za svojo hči, čeprav ve za čustva  njegove že pokojne žene. Issabel kmalu obžaluje svojo odločitev in pobegne od Heatchiffa. Prav tako rodi sina in ga imenuje za Lintona. Po nekaj letih umre, in sina prepusti v skrb svojemu bratu. Mala Catherine svojega bratranca takoj vzljubi, zato ji je neizmerno težko, ko mora mali Linton odditi k svojemu očetu – na Viharni vrh.

## Seznam vidnejših oseb
Heathcliff -  sirota, ki ga je iz Liverpoola na Viharni vrh prinesel g. Earnshaw. Kasneje se Heathcliff zaplete v razmerje z Earnshawovo hčerjo, Catherine.  
Catherine -  hči g. Earnshawa. Je lahkomiselna, včasih tudi razvajena, arogantna in lepa. V zgodbi je razdvojena med ljubeznijo do Heatcliffa in njeno družbeno pripadnostjo.
Edgar Linton -  lepo vzgojen, bogat, civiliziran vendar tudi razvajen človek. 
Nelly Dean -  predstavnica naravne »zdrave pameti«. Dobra ženska, ki jo lahko srečamo vsak dan v življenju, polna vsakdanjih laži, izdaj in pristranosti. V delu deluje kot pripovedovalka celotne zgodbe.
Linton Heathcliff -  Heathcliffov in Isabellin sin. Šibak, zahteven in stalno bolan. Živi v Londonu pri materi, za svojega očeta izve šele pri trinajstih. 
Hindley Earnshaw -  Catherinin brat in Earnshawov sin. Že od začetka ne mara Heatcliffa. Po smrti svojega očeta Hindley podeduje celotno posest in začne zlorabljati Heatcliffa. Kasneje pade v depresijo in alkoholizem.
Isabella Linton -  Edgarjeva sestra. Pade v ljubezensko razmerje z Heatcliffom in se z njim tudi poroči. V njem vidi romatično osebo.
g. Earnshaw -  Catherinin in Hindleyev oče Cahtherine. Posvoji Heatcliffa. 
ga. Earnshaw -  že od začetka ne zaupa Heatcliffu. Umre zgodaj po njegovem prihodu v Viharni vrh. 
Joseph -  dolgočasen, versko blazen starejši služabnik, ki že dolga leta deluje na Viharnem vrhu. Je med drugim tudi neprijazen, trmast in čudaški. 
Frances Earnshaw -  Hindleyjeva preprosta, naivna žena, ki je zelo kruta do Heatcliffa.